# Rafael Barbosa
Rafael Avelino Pereira Pinto Barbosa (sinh ngày 29 tháng 3 năm 1996 ở Amarante) là một cầu thủ bóng đá người Bồ Đào Nha thi đấu ở vị trí tiền vệ tấn công cho Sporting B.

## Sự nghiệp bóng đá
Vào ngày 12 tháng 9 năm 2015, Barbosa có màn ra mắt cho Sporting B trong trận đấu tại Giải bóng đá hạng nhất quốc gia Bồ Đào Nha 2015–16 trước Oriental.